# Vera Myller
Vera Myller (n. 1 decembrie 1880, Sankt Petersburg, Imperiul Rus – d. 12 decembrie 1970, Iași, România) a fost o matematiciană română, prima femeie profesoară universitară din România.

## Biografie
Vera Lebedev s-a născut la Novgorod, în Rusia, la 1 decembrie 1880, într-o familie de medici. A absolvit liceul în orașul natal, studiile superioare terminându-le, în 1902, la Universitatea din Petersburg, în cadrul Școlii Superioare de Femei. Din 1903 a plecat în Germania, la Göttingen, unde și-a luat din nou licența, apoi doctoratul în matematică. Între 1906-1907, a ocupat postul de asistentă universitară a Universității din Petersburg. După un an pleacă pentru a se stabili în România, ca urmare a căsătoriei cu Alexandru Myller, pe care l-a cunoscut la Göttingen. Inițial, familia Myller s-a stabilit la București, unde soțul era conferențiar de algebră superioară la Facultatea de Științe a Universității. În perioada acelor ani, Vera Myller nu a ocupat nici o funcție didactică, deoarece era in proces de adaptare și de învățare a limbii române. Anul 1910 a adus o schimbare importantă în viața familiei. Soții Myller s-au mutat la Iași unde, începând cu 30 noiembrie, Vera Myller a devenit docentă a Facultății de Științe din localitate. Din ianuarie 1911, a fost încadrată conferențiară titulară la Catedra de Matematici Elementare, iar peste doi ani, la 16 noiembrie 1918, a fost numită profesoară titulară la Catedra de Teoria Funcțiilor a Facultății de științe din Iași. Vera Myller a fost prima femeie care a ocupat această poziție în sistemul universitar din România, profesand in aceasta functie până la ieșirea la pensie, în 1948.

### Orientare politică
Nu se știu prea multe lucruri despre opțiunile politice ale Verei Myller până în anul 1945. In primii ani la Iași, ea a făcut parte din comitetul de conducere al Asociației pentru Emanciparea Civilă și Politică a Femeilor Române, care a aparut în luna iulie 1918 . Nu s-a făcut remarcată în cadrul acestui cerc feminist, fiind un om foarte discret. In cei doi ani de existență a Buletinului Asociației a publicat un singur articol. Aceasta a susținut memorii trimise Parlamentului și Reginei, care cereau emanciparea civilă și politică a femeilor.

### Susținerea mișcării feministe
A fost greu pentru Vera Myller să se prezinte drept militantă a drepturilor femeii. Statutul de străină o obliga sa se retina atunci când aveau loc demersuri politice, cum ar fi cererea egalitatii dintre femei si barbati. Primii ani în România, Vera Myller s-a preocupat mai mult de emanciparea sa academică individuală. Discuțiile asupra drepturilor femeilor incepeau de la susținerea inferiorității intelectuale ale acestora în fața bărbaților. Vera Myller evita participarea sa in acel tip de dezbateri. Discreția și nu activismul a marcat existența acesteia în rândul cercurilor feministe. Lucrările dedicate feminismului românesc nu înregistrează decât simpla calitate de membră a profesoarei în cadrul asociațiilor feministe ale perioadei.

### Cronologia numirii Verei Myller
Vera Myller funcționa de câțiva ani la Iași, în cadrul Facultății de Științe. Era un profesor foarte apreciat de studenți, desfășurând în același timp o activitate științifică remarcabilă. Publica în reviste din Franța și Germania. În urma decesului profesorului Ion Rallet, Catedra acestuia de Teoria Funcțiilor a rămas liberă. Vera Myller reunea toate motivele să solicite catedra vacantă. Consiliul Facultății de Științe a decis să sprijine numirea Verei Myller ca profesor titular pe acel post. In ședința din 21 martie 1916, Senatul universitar s-a reunit alături de Consiliul Facultății de Științe pentru a discuta recomandarea ca profesor titular, în baza articolului 81, a docentei Vera Myller, conferențiar titular al catedrei de algebră superioară. Ședința fusese convocată în urma propunerii semnate de 11 profesori ai Facultății de Științe, care erau în favoarea numirii ca profesor a Verei Myller. La votul final, rectorul și Ion Găvănescul s-au opus recomandării Verei Myller fără examen. Restul de nouă membri s-au pronunțat în favoarea candidatei. În urma hotărârii celor două foruri, rectorul Matei B. Cantacuzino a înaintat dosarul Ministerului, care urma să confirme hotărârea Senatului universitar și a Consiliului Facultății de Științe. Ministerul de resort nu a dat nici un răspuns cererii Universității din Iași. Lucrurile aveau să se schimbe odată cu alegerea profesorului Paul Bujor, susținător al Verei Myller, în funcția de decan al Facultății de Științe din Iași. In 1918, Facultatea a trimis mai multe memorii către rectorul Universității, Nicolae Leon, pentru a interveni la Minister. Aceste intervenții aveau darul să preseze Ministerul pentru a renunța la amânările succesive ale soluționării cazului Verei Myller. Noul ministru, liberalul Petru Poni, nemulțumit de ambivalența argumentărilor și de tergiversarea acestei probleme de la propria Facultate, a dispus, în noiembrie 1918, întocmirea altor rapoarte. Primul era semnat de juriștii Minculescu și Voinescu, care demonstrau că nu se poate numi o femeie profesor universitar. În favoarea numirii era însă celălalt raport, semnat de P. Missir, A. C. Cuza, I. Demetrescu și Lazăr Bădescu, în care se susținea că nu se încălca Constituția și nici nu trebuiau legiferate alte prevederi, cele existente fiind suficiente pentru a se hotărî în acest sens. Ca urmare a ultimului raport, ministrul a decis numirea Verei Myller drept profesor titular al Facultății de Științe, începând cu data de 16 noiembrie 1918.

## Distincții
- Semnul Onorific „Răsplata Muncii pentru 25 ani în Serviciul Statului” (13 octombrie 1941)[4]
- Premiul de Stat (1953)